# Análisis de peligros y controles preventivos basados en riesgos
El análisis de peligros y los controles preventivos basados en el riesgo o HARPC es un sucesor del sistema de seguridad alimentaria de HACCP del análisis de peligros y puntos críticos (HACCP), establecido en los Estados Unidos por la Ley de Modernización de la Seguridad de los Alimentos (FSMA) de la FDA de 2010. 
Los sistemas de control preventivo enfatizan la prevención de peligros antes de que ocurran en lugar de su detección después de que ocurran.  La FDA publicó las normas en el Registro Federal a partir de septiembre de 2015.  La primera versión de las reglas abordó los controles preventivos para alimentos humanos y los controles preventivos para alimentos para animales.  El 13 de noviembre de 2015, se emitieron la Regla Final de Seguridad de Productos, la Regla Final de los Programas de Verificación de Proveedores Extranjeros (FSVP, por sus siglas en inglés) y la Regla Final de Certificación de Terceros Acreditada.  La regla final del Transporte Sanitario de Alimentos para Humanos y Animales se emitió el 6 de abril de 2016 y la regla final de Estrategias de Mitigación para Proteger los Alimentos Contra la Adulteración Intencional (Defensa de los Alimentos) se emitió el 27 de mayo de 2016.

## Alcance
Todas las compañías de alimentos en los Estados Unidos que deben registrarse en la FDA conforme a la Ley de Preparación y Respuesta ante la Seguridad de la Salud Pública y el Bioterrorismo de 2002, así como las empresas fuera de los Estados Unidos que exportan alimentos a los Estados Unidos, deben tener un certificado escrito de conformidad con FSMA Plan de seguridad alimentaria establecido en los plazos que se detallan a continuación: 
- Las empresas muy pequeñas de menos de $ 1 millón en ventas por año están exentas, pero deben presentar pruebas a la FDA de su estado muy pequeño antes del 1 de enero de 2016.
- Negocios sujetos a Jugo HACCP ( 21 CFR)   120 ) y mariscos HACCP ( 21 CFR   123 ) están exentos.
- Negocios sujetos a la Ordenanza de Leche Pasteurizada ; 17 de septiembre de 2018.
- Pequeñas empresas, definidas como tener menos de 500 empleados equivalentes a tiempo completo; 17 de septiembre de 2017.
- Todos los demás negocios; 17 de septiembre de 2016.[6]

Además, por primera vez, la seguridad alimentaria se está extendiendo a los alimentos para mascotas y los piensos para animales , y las empresas reciben un año adicional para implementar las Buenas Prácticas de Manufactura Actuales antes de un sistema de Controles Preventivos el año siguiente: 
- Granjas de producción primaria, definidas como "una operación bajo un solo manejo en una ubicación general, pero no necesariamente contigua, dedicada al cultivo de cultivos, la cosecha de cultivos, la cría de animales (incluido el marisco) o cualquier combinación de estas actividades" están exentos
- Negocios muy pequeños de menos de $ 2,500,000 en ventas por año; 17 de septiembre de 2018 para cGMP , 17 de septiembre de 2019 para controles preventivos, pero debe proporcionar una prueba del estado de una empresa muy pequeña antes del 1 de enero de 2017.
- Pequeñas empresas, con menos de 500 empleados equivalentes a tiempo completo; 17 de septiembre de 2017 para cGMP, 17 de septiembre de 2018 para controles preventivos.
- Todos los demás negocios; 17 de septiembre de 2016 para cGMP, 17 de septiembre de 2017 para controles preventivos.[7]

La FDA estima que 73,000 empresas actualmente están bajo estas definiciones.

## Diferencias entre los Controles Preventivos FSMA y HACCP
- FSMA pone un mayor énfasis en la ciencia, la investigación y la experiencia previa con brotes que HACCP.  Por ejemplo, la FDA ahora utiliza la secuenciación del genoma completo para hacer coincidir la cepa exacta del patógeno aislado de los pacientes del hospital con el ADN recuperado de las instalaciones de fabricación de alimentos.[8][9]
- FSMA requiere que un "Individuo Calificado en Controles Preventivos" (PCQI) con capacitación y experiencia supervise el plan.[10]  HACCP asignó responsabilidades a un equipo extraído de la gerencia.
- FSMA requiere que las empresas examinen ("verifiquen") a todos sus proveedores por la efectividad de sus programas de inocuidad de los alimentos.  Esto tiene el efecto de reclutar compañías en el esfuerzo de cumplimiento de la ley FSMA, ya que los programas de Verificación de Proveedores y Verificación de Proveedores Extranjeros requieren que los proveedores proporcionen pruebas escritas de que tienen Programas de Prerrequisitos y Sistemas de Controles Preventivos que incluyen su propio programa de verificación de proveedores.[11][12]
- Los Planes de Seguridad Alimentaria que cumplen con FSMA se basan en Programas de Requisitos Previos como GMPs, controles de alérgenos, Manejo Integrado de Plagas y proveedores de investigación mucho más que los planes HACCP, ya que estos programas tienden a ser preventivos.[13][14]
- Los análisis de riesgo que cumplen con FSMA abordan los riesgos radiológicos además de los riesgos químicos, biológicos y físicos cubiertos por los sistemas HACCP.[15]
- FSMA requiere explícitamente un componente de Defensa de los Alimentos, con tanto el terrorismo como la Adulteración Económicamente Motivada abordados.  Las empresas con menos de $ 10,000,000 al año en ventas están exentas.
- Los Planes de Seguridad Alimentaria que cumplen con FSMA restan importancia a los Puntos de Control Crítico a favor de los Controles Preventivos.  Los controles preventivos no requieren límites críticos específicos.[16]
- Los Planes de Seguridad Alimentaria que cumplen con FSMA permiten Correcciones en lugar de Acciones Correctivas cuando la salud pública no está amenazada.[17]  Las correcciones no son tan estrictas con respecto al papeleo como las acciones correctivas.  La FDA cree que las compañías podrían haber estado evitando hacer mejoras menores porque sintieron que el rastro en papel de una Acción Correctiva las abriría a un riesgo legal debido a descubrimientos durante investigaciones o juicios.
- Los Planes de Seguridad Alimentaria que cumplen con FSMA deben revisarse una vez cada tres años, a diferencia de HACCP cada año.